# Куя (Ненецький автономний округ)
Куя (ненец. Куя, рос. Куя) — присілок у Заполярному районі Ненецького автономного округу Архангельської області Російської Федерації, розташований на правому березі річки Печора на відстані 15 км від міста Нар'ян-Мар.
Населення становить 152 особи (2012). Входить до складу муніципального утворення Приморсько-Куйська сільрада.

## Історія
До 1920-их років населений пункт належав до Архангельської губернії. Від 1929 року належить до Ненецького автономного округу, від 2005 — новоутвореного Заполярного району. Згідно із законом від 24 лютого 2005 року органом місцевого самоврядування є Приморсько-Куйська сільрада.

## Населення
| 2002 | 2010 | 2012 |
| ---- | ---- | ---- |
| 135  | ↘86  | ↗152 |